# Anisia striata
Anisia striata är en tvåvingeart som först beskrevs av Aldrich 1928. Anisia striata ingår i släktet Anisia och familjen parasitflugor.
Artens utbredningsområde är Panama. Inga underarter finns listade i Catalogue of Life.